# Fangaua
Fangaua (auch Fangawa) ist eine Insel im Nukulaelae-Atolls im pazifischen Inselstaat Tuvalu auf der sich Pepesala, das Hauptdorf von Nukulaelae, mit 347 Einwohnern (Volkszählung 2012) befindet. Fangaua hat 586 Einwohner (Stand 2010).
Die Insel verfügt über ein Krankenhaus, Kirche, Schule und Postamt. Zudem befindet sich in Fangaua der Sitz der Inselverwaltung (Kaupule).